# Климов, Анатолий Николаевич
Анатолий Николаевич Климов (14 июня 1920, Петрозаводск — 15 декабря 2011, Санкт-Петербург) — советский и российский биохимик, академик АМН СССР (1975) и РАМН, заслуженный деятель науки РСФСР. Лауреат Государственной премии Российской Федерации в области науки и техники (2003).

## Биография
Анатолий Николаевич Климов родился 14 июня 1920 года в Петрозаводске.
- 1939 год — окончил школу в Ленинграде.
  - В этом же году поступил в Военно-медицинскую академию имени С. М. Кирова.
- 1943—1945 — воевал.
- ноябрь 1946 — начал работать научным сотрудником кафедры биохимии Военно-медицинской академии имени С. М. Кирова;
  - затем — старшим научным сотрудником и старшим преподавателем там же.
- 1956 год — член Российского биохимического общества;
- 1968 год — член Международного атеросклеротического общества
- 1969 год — избран членом-корреспондентом АМН СССР,
- 1975 год — избран академиком АМН СССР (РАМН).
- 1976 год — почётный член Венгерского атеросклеротического общества;
- 1980 год — член Европейского атеросклеротического общества;
- 1987 год — почётный член Кубинского атеросклеротического общества;
- 1996 год — почётный доктор Института экспериментальной медицины и почётный председатель Санкт-Петербургского отделения Российского биохимического общества;

Анатолий Николаевич — Заслуженный деятель науки РСФСР.
Скончался 15 декабря 2011 года. Похоронен в Санкт-Петербурге на Богословском кладбище (уч. Л) рядом с супругой

## Семья
- Отец: Климов Николай Александрович (1884—1946).
- Мать: Климова Глафира Алексеевна (1889—1964).
- Супруга: Климова Мария Петровна (1920—2010).
- Дети:
  - Сын: Климов Николай Анатольевич.
  - Дочь: Климова Ольга Анатольевна.

## Научная и общественная деятельность
Научные интересы: изучение антибиотиков, обмена липопротеинов, атеросклероза.

Подготовил 3 докторов наук и 18 кандидатов.

### Публикации
А. Н. Климов — автор более 350 публикаций.

Некоторые из них:
- 1973 — «Пенициллины и цефалоспорины»,
- 1974 — «Иммунобиохимические механизмы развития атеросклероза»,
- 1986 — «Иммунореактивность и атеросклероз»,
- 1987 — «Аутоиммунная теория патогенеза атеросклероза»,
- 1987 — «Антиоксидантный эффект липопротеидов высокой плотности при перекисном окислении липопротеидов низкой плотности»,
- 1989 — «Эпидемиология и факторы риска ишемической болезни сердца»,
- 1990 — «Аутоиммунная теория атерогенеза и концепция модифицированных липопротеидов»,
- 1990 — «Влияние Т-активина на течение ишемической болезни сердца в случаях развития сенсибилизации к апопротеин В-содержащим липопротеидам»,
- 1991 — «On the participation of lipoprotein-antibody immune complexes in atherogenesis»,
- 1995 — «Липиды, липопротеиды и атеросклероз»,
- 1999 — «Обмен липидов и липопротеидов и его нарушения»,
- 2002 — «Быть или не быть инфаркту».

## Награды
- Заслуженный деятель науки РСФСР.
- орден Октябрьской Революции,
- орден Отечественной войны II степени,
- орден Отечественной войны II степени,
- орден Красной Звезды,
- орден Красной Звезды;

медали:
- «За боевые заслуги»,
- «Партизану Отечественной войны» I степени
- Государственная премия Российской Федерации в области науки и техники (2003).
- и многие другие.